# Segestrioides
Segestrioides es un género de arañas araneomorfas de la familia Diguetidae. Se encuentra en Sudamérica.

## Lista de especies
Según The World Spider Catalog 12.0
- Segestrioides badia (Simon, 1903)
- Segestrioides bicolor Keyserling, 1883
- Segestrioides copiapo Platnick, 1989
- Segestrioides tofo Platnick, 1989